# Ergavia merops
Ergavia merops är en fjärilsart som beskrevs av Pieter Cramer 1775. Ergavia merops ingår i släktet Ergavia och familjen mätare. Inga underarter finns listade i Catalogue of Life.